# Triller (アプリケーション)
Triller（トリラー）は、スマートデバイス向けのショートビデオ投稿モバイルアプリケーションで、制作したショートビデオをソーシャルネットワークを使って共有することができる。類似アプリケーションのTikTokと比べて音楽色を打ち出しており、スヌープ・ドッグ、21サヴェージ、ミーゴスといったミュージシャンが出資者として名を連ねている。Trillerの共同オーナーで映画プロデューサーのライアン・カヴァノーは、Trillerを「TikTokの大人版」と表現している。

## 歴史
2015年、iOSとAndroid向けにサービス開始。
2020年7月、TikTokの親会社であるByteDanceに対して特許侵害訴訟を起こした。
2021年3月、ラップバトルイベント「Verzuz」を買収。
2021年4月14日、スポーツストリーミング配信サービス「FITE」を買収したことを発表。
2021年6月、ライブイベントのサブスクリプションサービス「TrillerPass」を開始。月額29.99ドルもしくは年額299.95ドルでTrillerPassに加入することで「Triller Fight Club」（ボクシング）、「Trillerfest」（コンサート）、「Verzuz」（ラップバトル）、「BIG3」（3on3バスケットボール）などのライブストリーミングを視聴でき、また直接ライブ会場に参加することもできる。
2022年2月23日、ベアナックル・ボクシングの団体「Bare Knuckle Fighting Championship」を買収したことを発表。

### ボクシング興行
2020年11月28日にボクシング興行に進出、マイク・タイソンが設立したボクシングリーグ「レジェンド・オンリー・リーグ」と提携して、タイソン対ロイ・ジョーンズ・ジュニアのエキビション、YouTuberのジェイク・ポール対元NBA選手ネイト・ロビンソンが行われた興行を開催。Trillerが初めて携わったボクシング興行であったが、ペイ・パー・ビューの販売が160万件に達する成功を収めた。
2020年12月2日、スヌープ・ドッグと共同経営で新たなボクシングリーグ「トリラー・ファイト・クラブ」を設立することを発表。
2021年2月25日、テオフィモ・ロペスとジョージ・カンボソス・ジュニアの国際ボクシング連盟 (IBF) 世界ライト級指名試合の入札に参加。ロペスが所属する大手ボクシング興行主のトップランクが2,315,000ドル（約2億5千万円）、DAZNと契約するマッチルーム・ボクシングが3,506,000ドル（約3億8千万円）で入札したが、Trillerはそれらを大幅に上回る6,018,000ドル（約6億5千万円）で入札し、この試合の興行権を落札した。しかし、試合の開催日が6月19日に決定したものの、その後ロペスが新型コロナウイルス感染症に感染したため延期されると、その後も様々な理由で何度も試合日の変更を繰り返すことになり、最終的にTrillerは広告宣伝費などのプロモーション費用で1000万ドル（約11億円）の赤字を抱え込み、10月にこの試合の興行権を放棄した。
2021年4月17日、トリラー・ファイト・クラブの第一弾興行としてジェイク・ポール対元UFC選手ベン・アスクレンを開催。スヌープ・ドッグやコメディアンのピート・デイヴィッドソンが試合のコメンテーターを務め、試合の合間にはジャスティン・ビーバー、ドージャ・キャット、スウィーティー、ザ・ブラック・キーズがライブパフォーマンスを行い、TikTokerのチャーリー・ダミリオやディキシー・ダミリオがゲストとして招待されるなどエンターテイメント色の強い興行となった。
2021年8月3日、毎月第1火曜日に定期開催するボクシングと音楽ライブの融合イベント「TrillerVerz」の第一弾興行を開催。メインイベントではヘビー級10回戦のマイケル・ハンター対マイク・ウィルソンが行われた。
2021年9月11日、トリラー・ファイト・クラブ興行として元3団体統一ヘビー級・クルーザー級王者イベンダー・ホリフィールド対元UFCライトヘビー級王者ビクトー・ベウフォートを開催。元アメリカ合衆国大統領のドナルド・トランプがテレビ実況席に座り特別コメンテーターを務めた。
2021年11月27日、クリンチ状態でのパンチによる攻撃が許されMMAグローブを付けて三角形のリングで行うボクシング興行「トリラー・コンバット」の第一弾興行としてクブラト・プレフ対元UFC世界ヘビー級王者フランク・ミアを開催した。